# Husby-Rekarne hembygdsförening

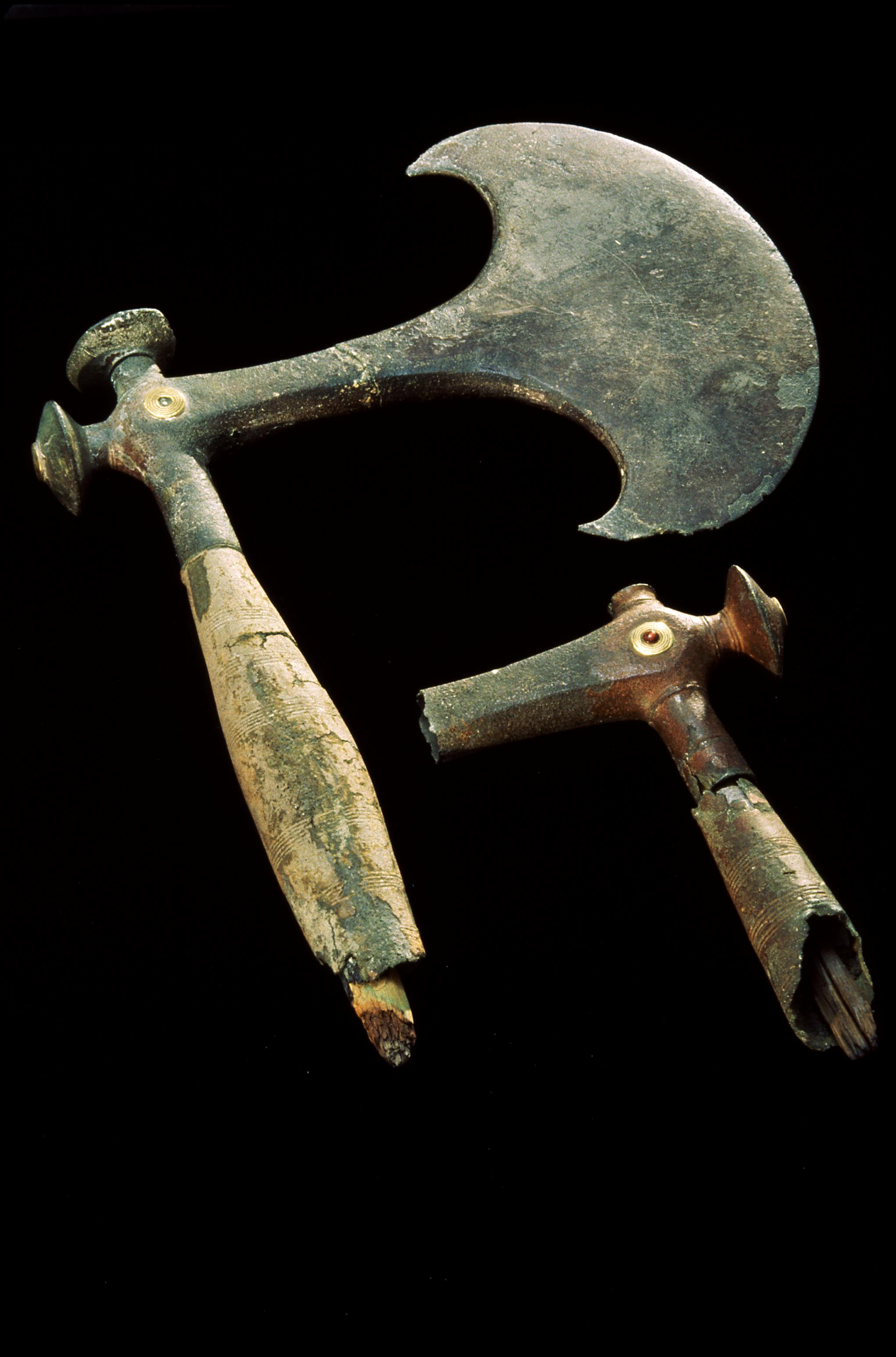
Föreningens symbol föreställer Skogstorpsyxorna

Husby-Rekarne hembygdsförening, grundad den 11 juni 1992, är en hembygdsförening i Eskilstuna, Södermanland, som omfattar bebyggelserna Skogstorp, Hållsta och Bälgviken. Föreningen har omkring 300 medlemmar som arbetar för att främja kunskap om traktens historia, kultur och näringsliv samt öka hemkänslan och trivseln i området. Regelbundna arrangemang genomförs i form av bland annat utflykter och lärorika föreläsningar.
Föreningen har gett ut årsskrifter sedan 1992 och sockenkalendrar sedan 2001. Skrifterna behandlar ämnen som näringsliv, byggnader och intressanta platser i området. 
Hembygdsföreningens symbol består av de 3000 år gamla "Skogstorpsyxorna."